# Латен
Латен је археолошки локалитет у кантону Марин-Епагнијер (Marin-Epagnier) на обали Нешателског језера у Швајцарској.
Називом овог топонима сажима се историјски период, под којим је био највећа експанзија Келта кроз Европу, са засебним ознакама материјалне културе. Латенска култура трајала је отприлике између 500. п. н. е. — 0.